# 16 agosto
Il 16 agosto è il 228º giorno del calendario gregoriano (il 229º negli anni bisestili). Mancano 137 giorni alla fine dell'anno.

## Eventi
- 1328 – In seguito a una rivolta che pone fine al dominio dei Bonacolsi, inizia il governo dei Gonzaga su Mantova
- 1728 – L'esploratore Vitus Bering raggiunge le isole Diomede
- 1819 – A Manchester si consuma il Massacro di Peterloo
- 1855 – Guerra di Crimea: l'alleanza franco-italo-ottomana sconfigge i russi nella battaglia della Cernaia
- 1858 – Il presidente statunitense James Buchanan inaugura il nuovo cavo telegrafico transatlantico, scambiando un messaggio di auguri con la regina Vittoria del Regno Unito
- 1860 – A Corleto Perticara inizia l'Insurrezione lucana
- 1870 – Battaglia di Mars-la-Tour: grande, ma non sfruttata vittoria francese contro gli invasori prussiani
- 1896 – George Carmack scopre l'oro nel Klondike
- 1900 – Ribellione dei Boxer: l'arrivo dei soldati giapponesi dell'Alleanza delle Otto Nazioni rompe l'assedio della missione cattolica di Pe-Tang, portato avanti da circa 10000 ribelli Boxer coadiuvati da artiglieri dell'Esercito Imperiale Cinese contro l'omonima missione, difesa da appena 41 marinai franco-italiani coadiuvati da circa 3000 civili
- 1920 – Ray Chapman dei Cleveland Indians viene colpito alla testa da una palla veloce; morirà il giorno seguente
- 1924 – Crimini fascisti: il cadavere di Giacomo Matteotti, rapito e ucciso dalla polizia nel giugno dello stesso anno, viene ritrovato in un bosco a Riano
- 1930 – Ub Iwerks realizza Fiddlesticks, il primo cartone animato sonoro e a colori
- 1942 – Seconda guerra mondiale: la Kriegsmarine dà l'avvio all'Operazione Wunderland
- 1960
  - Cipro ottiene l'indipendenza dal Regno Unito
  - Joseph Kittinger stabilisce il record del mondo di lancio da elevata altitudine, di caduta libera più lunga e della più alta velocità ottenuta da un umano senza mezzi di propulsione; il record di caduta libera più lunga è stato battuto nel 2014 da Alan Eustace che è saltato da 41000 m
- 1962 – L'Algeria aderisce alla Lega araba
- 1964 – Guerra del Vietnam: il generale Nguyễn Khánh emana la nuova costituzione del Vietnam del Sud redatta con l'aiuto di esperti statunitensi
- 1969 – Festival di Woodstock: fra il 15, 16 e 17 agosto si svolge il più grande raduno hippy della storia, nel quale si esibiranno decine di artisti fra cui i The Who e Jimi Hendrix
- 1972
  - Volo LY 444, un Boeing 707 della El Al diretto a Tel Aviv, rientra a Roma-Fiumicino da dove era partito, con danni alla fusoliera e alcuni feriti a bordo per un fallito attentato che vede l'esplosione, nel vano bagagli, di un mangiadischi regalato a due ignare ragazze inglesi da due terroristi palestinesi, i quali vi avevano celato dell'esplosivo
  - La Reale aeronautica militare marocchina per errore apre il fuoco, senza però abbatterlo, sull'aereo del re Hassan II che stava facendo ritorno a Rabat
- 1974 – Il gruppo rock statunitense Ramones si esibisce per la prima volta in pubblico al club CBGB di New York
- 1977 – Muore stroncato da un attacco di cuore il cantante statunitense Elvis Presley; il giorno dopo il presidente statunitense Jimmy Carter lo ricorderà con un messaggio alla nazione in cui dichiara: «La morte di Elvis Presley priva il nostro Paese di una parte di sé. Era unico e insostituibile»
- 1980 – In Polonia iniziano i primi scioperi dai quali nascerà il sindacato Solidarność guidato da Lech Wałęsa, futuro presidente
- 1992 – Inizia la formazione dell'uragano Andrew
- 1993 – Ian Murdock fonda la distribuzione GNU/Linux Debian
- 2018 – Muore per un cancro al pancreas la "regina del soul" Aretha Franklin

## Nati
Ci sono circa 1 180 voci su persone nate il 16 agosto; vedi la pagina Nati il 16 agosto per un elenco descrittivo o la categoria Nati il 16 agosto per un indice alfabetico.

## Morti
Ci sono circa 460 voci su persone morte il 16 agosto; vedi la pagina Morti il 16 agosto per un elenco descrittivo o la categoria Morti il 16 agosto per un indice alfabetico.

## Feste e ricorrenze

### Civili
Nazionali:
- Siena – Corsa del Palio dell'Assunta in Piazza del Campo
- Foglianise - Festa Del Grano di San Rocco

### Religiose
Cristianesimo:
- San Gioacchino padre della Vergine Maria
- Santo Stefano I d'Ungheria, re
- Sant'Armagilo
- Sant'Arsacio di Nicomedia
- San Diomede di Tarso, martire a Nicea
- San Fraimbault de Lassay
- San Rocco, pellegrino e taumaturgo
- Santa Rosa Fan Hui, vergine e martire
- Santa Serena di Roma, imperatrice
- San Teodoro, vescovo
- San Tito, diacono e martire
- Santa Ugolina di Vercelli, vergine ed eremita
- Beato Angiolo Agostino Mazzinghi, sacerdote carmelitano
- Beato Enrico da Almazora (Enrique Garcia Beltran), diacono e martire
- Beato Gabriele Maria da Benyfayo (Giuseppe Maria Sanchis Mompò), religioso e martire
- Beato Giovanni Battista Menestrel, martire
- Beato Giovanni di Santa Marta, martire
- Beato Lorenzo Loricato di Subiaco, eremita
- Beata Petra Pérez Florido (Pietra di San Giuseppe), fondatrice delle Madri degli abbandonati e di San Giuseppe della Montagna
- Beato Plácido García Gilabert, sacerdote e martire
- Beato Raoul de la Futaie
- Beati Simone e Maddalena Bokusai Kyota, Tommaso e Maria Gengoro, e Giacomo Gengoro, martiri
- Beati Víctor Chumillas Fernández e 19 compagni, martiri francescani